# آیرین رایان
 ایرنه راین (انگلیسی: Irene Ryan؛ ‏ ۱۷ اکتبر ۱۹۰۲ – ۲۶ آوریل ۱۹۷۳) یک هنرپیشه اهل ایالات متحده آمریکا بود.
از فیلم‌های او می‌توان به زنی در ساحل اشاره کرد.